# Okres Chomutov

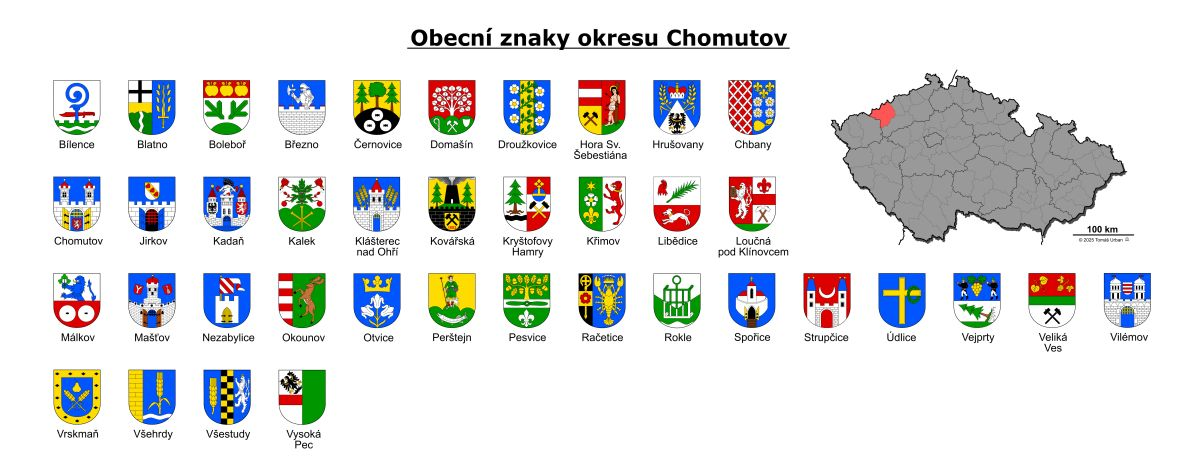
Přehled obecních znaků okresu Chomutov

Okres Chomutov je okresem v Ústeckém kraji. Jeho dřívějším sídlem bylo město Chomutov. Sousedí s ústeckými okresy Most, Louny a okresem Karlovy Vary. Jeho severozápadní hranice je státní hranicí s Německem.

## Struktura povrchu
K 31. prosinci 2016 měl okres podle údajů Českého statistického úřadu celkovou plochu 935,7 km², z toho:
- 41,5 % zemědělských pozemků, kterou z 58,3 % tvoří orná půda
- 58,5 % ostatní pozemky, z toho 65,5 % lesy

## Demografické údaje
Data podle údajů Českého statistického úřadu k 30. prosinci 2016:
| Popis          | Celkem  | Ženy           | Muži           |
| -------------- | ------- | -------------- | -------------- |
| počet obyvatel | 124 249 | 62 421 50,24 % | 61 828 49,76 % |
| průměrný věk   | 41,2    | 42,4           | 39,9           |

- podíl cizinců: 4,6%
- hustota zalidnění: 132,8 ob./km²
- 84,3 % obyvatel žije ve městech.

### Zaměstnanost
(2016)
| Nezaměstnaných       | 7 254  |
| Míra nezaměstnanosti | 8,23 % |

(2003)
| Počet obyvatel se stálým zaměstnáním | 27 046    |
| Průměrný plat                        | 14 944 Kč |
| Nezaměstnaných                       | 12 595    |
| Míra nezaměstnanosti                 | 18,66 %   |

### Školství
(2003)
| Druh školy                     | Počet škol |
| ------------------------------ | ---------- |
| Mateřské školy                 | 36         |
| Základní školy                 | 34         |
| Gymnázia                       | 4          |
| Střední školy průmyslové školy | 9          |
| Střední odborná učiliště       | 5          |
| Vyšší odborné školy            | 1          |

### Zdravotnictví
(2016)
| Lékaři                             | 396 |
| Nemocnice                          | 2   |
| Specializovaná léčebná zařízení    | 0   |
| Praktičtí lékaři pro dospělé       | 45  |
| Praktičtí lékaři pro děti a dorost | 23  |
| Zubní lékaři                       | 61  |
| Lékárny                            | 23  |

## Silniční doprava
Na okraji okresu končí dálnice D7, dále pokračuje jako I/7. Dále prochází silnice I/13 a I/27. Okresem prochází silnice II. třídy II/219, II/223, II/224, II/225, II/251, II/568 a II/607.

## Železniční doprava
Okresem prochází neelektrifikované tratě Kadaň – Vilémov u Kadaně – Kaštice/Kadaňský Rohozec – DoupovChomutov–Jirkov, Chomutov–Vejprty, Plzeň–Žatec, Praha – Lužná u Rakovníka – Chomutov/Rakovník a elektrifikované tratě, Ústí nad Labem – Chomutov a Chomutov–Cheb.

## Seznam obcí a jejich částí

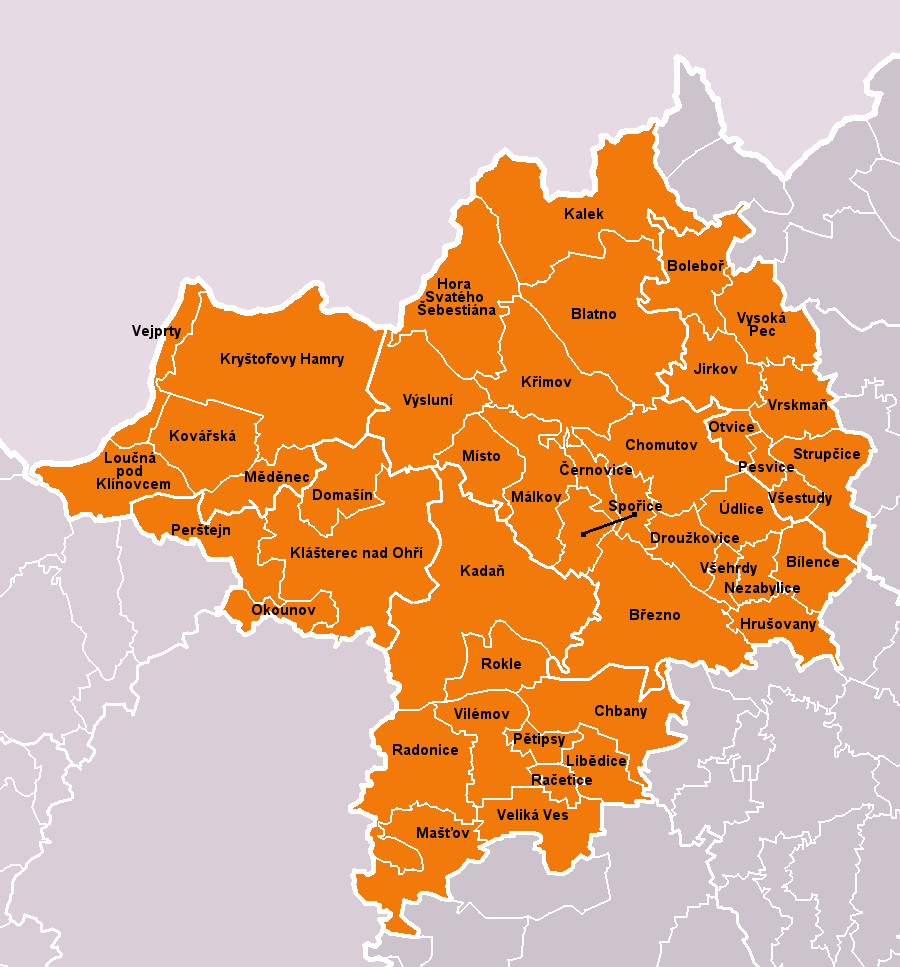
Města a obce okresu Chomutov

Města jsou uvedena tučně, městyse kurzívou, části obcí malince.
Bílence (Škrle • Voděrady) •
Blatno (Bečov • Blatno • Hrádečná • Květnov • Mezihoří • Radenov • Šerchov • Zákoutí) •
Boleboř (Orasín • Svahová) •
Březno (Denětice • Holetice • Kopeček • Nechranice • Stranná • Střezov • Vičice) •
Černovice •
Domašín (Louchov • Nová Víska • Petlery) •
Droužkovice •
Hora Svatého Šebestiána (Nová Ves) •
Hrušovany (Lažany • Vysočany) •
Chbany (Hořenice • Chbany • Malé Krhovice • Poláky • Přeskaky • Roztyly • Soběsuky • Vadkovice • Vikletice) •
Chomutov •
Jirkov (Březenec • Červený Hrádek • Jindřišská • Vinařice) •
Kadaň (Brodce • Kadaň • Kadaňská Jeseň • Meziříčí • Nová Víska • Pokutice • Prunéřov • Tušimice • Úhošťany • Zásada u Kadaně) •
Kalek (Jindřichova Ves • Načetín) •
Klášterec nad Ohří (Ciboušov • Hradiště • Klášterec nad Ohří • Klášterecká Jeseň • Lestkov • Mikulovice • Miřetice u Klášterce nad Ohří • Rašovice • Suchý Důl • Šumná • Útočiště • Vernéřov) •
Kovářská •
Kryštofovy Hamry (Černý Potok • Mezilesí • Rusová) •
Křimov (Celná • Domina • Krásná Lípa • Křimov • Menhartice • Nebovazy • Stráž • Strážky • Suchdol) •
Libědice (Čejkovice) •
Loučná pod Klínovcem (Háj • Loučná) •
Málkov (Lideň • Vysoká • Zelená) •
Mašťov (Dobřenec • Konice) •
Měděnec (Horní Halže • Kamenné • Kotlina • Mýtinka) •
Místo (Blahuňov • Vysoká Jedle) •
Nezabylice (Hořenec) •
Okounov (Kotvina • Krupice • Oslovice) •
Otvice •
Perštejn (Černýš • Lužný • Ondřejov • Perštejn • Rájov • Údolíčko • Vykmanov) •
Pesvice •
Pětipsy (Vidolice) •
Račetice •
Radonice (Háj • Kadaňský Rohozec • Kojetín • Miřetice u Vintířova • Obrovice • Radechov • Radonice • Sedlec u Radonic • Vintířov • Vlkaň • Vojnín • Ždov) •
Rokle (Hradec • Krásný Dvoreček • Nová Víska u Rokle • Želina) •
Spořice •
Strupčice (Hošnice • Okořín • Sušany) •
Údlice (Přečaply) •
Vejprty (České Hamry • Výsada) •
Veliká Ves (Nové Třebčice • Podlesice • Široké Třebčice • Vitčice) •
Vilémov (Blov • Vinaře • Zahořany) •
Vrskmaň (Zaječice) •
Všehrdy •
Všestudy •
Výsluní (Kýšovice • Sobětice • Třebíška • Úbočí • Volyně) •
Vysoká Pec (Drmaly • Pyšná)

## Seznam správních obvodů obcí s rozšířenou působností
Okres se skládá ze dvou správních obvodů obcí s rozšířenou působností, které jsou shodné se správními obvody obcí s pověřeným úřadem:
- Chomutov
- Kadaň

## Řeky
- Hutná
- Chomutovka
- Liboc
- Ohře
- Srpina